# 小行星13825
小行星13825（13825 Booth）是一颗绕太阳运转的小行星，为主小行星带小行星。该小行星于1999年11月4日发现。

## 轨道参数
小行星13825的轨道半长轴为2.5514005 UA，离心率为0.181。